# 도키가와촌
도키가와촌(都幾川村)은 사이타마현 히키군에 있던 촌이다.
2006년 2월 1일에 인접했던 다마가와정과 합병해, 도키가와정이 되었다.

## 역사
- 1955년 2월 11일 - 히키군 묘카쿠촌, 다이라촌과 합병해, 도키가와촌이 되었다.
- 2006년 2월 1일 - 히키군 다마카와촌과 합병해 도키가와정이 되었다.

## 교통

### 철도
- 동일본 여객철도
  - 하치코선